# Max Waller
Léopold-Nicolas-Maurice-Édouard Warlomont, né à Bruxelles le 24 février 1860 et mort à Saint-Gilles, 6 mars 1889 , est un poète belge, mieux connu sous son nom de plume Max Waller.

## Biographie
Léopold-Nicolas-Maurice-Édouard Warlomont, est né à Bruxelles en 1860.
Son père, Évariste Warlomont (d) (Aubel 1820 - Bruxelles 1891), docteur en médecine, ophtalmologue éminent, nommé en 1849 médecin adjoint à l'Hôpital militaire de Bruxelles dont il démissionna en 1852, membre de l'Académie Royale de Médecine de Belgique, rédacteur en chef des Annales d'oculistique, oculiste du Roi Léopold II et de la Reine, était également un philanthrope s'occupant de questions sociales relatives à l'hygiène. La mère de Maurice Warlomont, Delphine Darche, née à Maubeuge en 1825 et morte à Bruges en 1899, descendait d'une famille de notables aisés. Du mariage contracté à Charleroi en 1852 d'Évariste Warlomont et de Delphine Darche naquirent quatre enfants, nés à Bruxelles, dont Maurice était le cadet : une fille, Valentine, née en 1854, qui sera l'épouse de l'officier Auguste Deppe, puis trois garçons, René en 1855, futur médecin militaire, Charles en 1857 et enfin Maurice. Charles Warlomont, jeune militaire, est mort à Boma au Congo léopoldien en 1888 où il était parti chercher consécration et fortune. Il laissa des lettres et carnets de notes que son frère publiera de manière posthume.   
Maurice Warlomont est l'un des fondateurs de la revue littéraire La Jeune Belgique en 1881. À ses débuts, il a publié sous les noms de plumes de Olivier, Peter Corneille, Jacques (à La Nation), Rimaille et Siebel, avant d'adopter le pseudonyme de Max Waller.
- Œuvres
- La Petite Veuve, 1884.
- Lysiane de Lysias, 1885.
- Jeanne Bijou, 1886.
- La Jeune Belgique, t. 7, 1888.
- La Jeune Belgique, t. 8, 1889.
- La Flûte à Siebel, 1891.
- La Jeune Belgique, t. 11, 1892.